# Village de Noël
Ne doit pas être confondu avec Marché de Noël.
 (avril 2023).

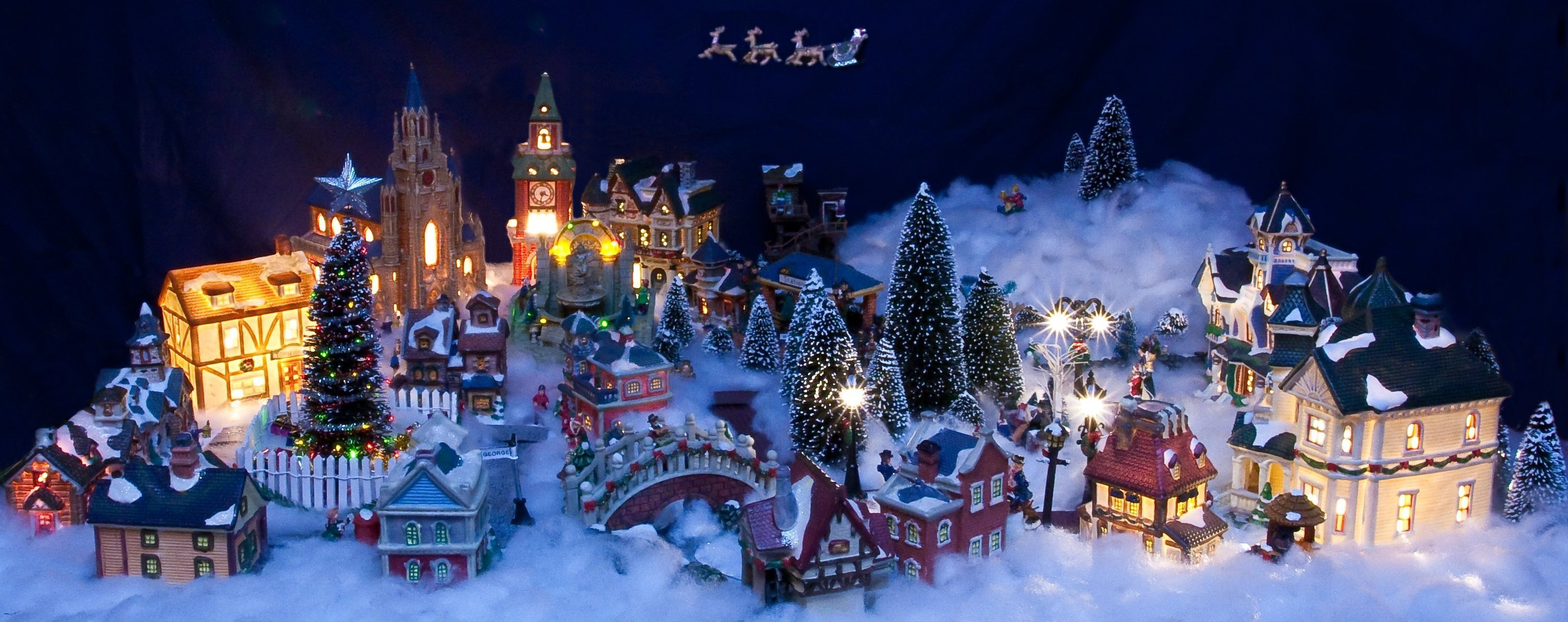
Un village de Noël miniature illuminé.

Un village de Noël (en anglais : Christmas village ou putz) est un village décoratif à échelle réduite, la plupart du temps mis en place lors de la saison de Noël et plus globalement pour les fêtes de fin d'année. 
Originaire des États-Unis, les villages de Noël étaient jusqu'au milieu du XXe siècle faits en carton, avant que la popularité pour les villages en porcelaine ne gagne du terrain à la fin du siècle. 
À la différence des crèches, les villages de Noël ne cherchent pas à reproduire et représenter en détail la nativité et la dimension chrétienne de Noël, mais avant tout à reconstituer le décor et l'ambiance nostalgique des villes du XIXe siècle en période de fêtes.

## Histoire

### Origines
La tradition des villages décoratifs de Noël provient des traditions de l'église Morave de la fin du XVIIIe siècle (dénomination protestante dont les colonies étaient implantées à Salem, Caroline du Nord et à Bethlehem, Pennsylvanie). Semblable aux crèches, le village prenait racine aux pieds du sapin de Noël. Ces villages ont grandi et dépassé la seule représentation d'une crèche, avec l'aménagement de décors plus grands dans lesquels on pouvait retrouver des moulins, des cascades et des trains électriques pouvant remplir une pièce tout entière. 
Les familles organisaient alors des « putz parties » en concourant pour le meilleur village, putz étant un dérivé du verbe allemand putzen qui signifie « orner », « nettoyer », « décorer »,,.
L'image victorienne du XIXe siècle que les villages de Noël renvoient aujourd'hui provient principalement des écrits de Charles Dickens, dont Un chant de Noël (A Christmas Carol) qui inspirèrent beaucoup les fabricants de villages (d'où la catégorie Dicken's Village de la marque Department 56 ou encore la marque Dickensville qui reprennent le nom de l'auteur).

### L'essor des villages miniatures
Après la Seconde Guerre Mondiale, dans les années 1950, plusieurs entreprises commencèrent à produire en masse des églises, maisons et autres bâtiment miniatures en carton ou papier, souvent percés à l'arrière d'un trou par lequel placer des éclairages pour illuminer les édifices. Les toitures couvertes de mica imitaient la neige et les bâtiments étaient composés de petites fenêtres colorées en cellophane permettant le passage de l'éclairage.

Vendus dans les premiers grands centres commerciaux américains (les « Malls »), les villages de Noël et leur ambiance tirée de l'époque victorienne servirent de moyen supplémentaire pour attirer la clientèle lors de la période de Noël qui représentait une bonne moitié des revenus annuels, comme l'explique Karal Ann Marling dans son livre Merry Christmas! Celebrating America’s Greatest Holiday :
« Yet Dickens respects the importance of turkeys and puddings and holly and the other signifiers of Christmas, or the means whereby most Americans learned to mark the importance of the day in the nineteenth century. In search of that warm, holly-strewn place of long ago, the twentieth century put little Dickens Village houses under the Christmas tree. »
Traduction :

« Pourtant Dickens respecte l'importance des dindes, des puddings, du houx et des autres symboles de Noël, ou les moyens par lesquels la plupart des Américains ont appris à marquer l'importance de ce jour au XIXe siècle. À la recherche de ce lieu d'antan chaleureux et jonché de houx, le vingtième siècle a mis les petites maisons du village de Dickens sous le sapin de Noël. »
À raison des matériaux peu coûteux en lesquels ils étaient fabriqués, ces villages devinrent rapidement une décoration de Noël très populaire et prisée aux États-Unis.

### Villages actuels

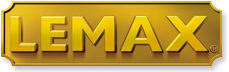
Logo de la marque Lemax.

L'image moderne des villages de Noël remonte à la fin du XXe siècle et plus précisément durant les années 1970, durant lesquelles les miniatures en céramique, faïence ou porcelaine se démocratisèrent fortement. Le fabricant américain Department 56, fondé à Minneapolis en 1976, fut l'un des premiers à réaliser ces bâtiments. En 1990, c'est la marque hongkongaise Lemax qui vit le jour, et qui aujourd'hui reste l'une des plus célèbres dans le domaine des villages de Noël, bien qu'elle ne soit arrivé en Europe qu'en 2006 où les marques néerlandaises Luville, MyVillage et Dickensville étaient aussi déjà grandement établies.
Les bâtiments des villages de Noël actuels ne sont généralement pas construits à une échelle précise et réaliste : il se peut que les figurines soient plus grandes que les étages d'une maison, ou bien qu'une église d'architecture gothique soit aussi haute qu'une ferme de style Barn, par exemple.
Il est aujourd'hui tout aussi possible de trouver sur le marché des villages de Noël en porcelaine que des villages en carton ou en bois. Les éclairages internes des bâtiments actuels sont pour la plupart des LED branchables ou des ampoules à piles.
Dans les années 2000, la notion de village de Noël s'est étendue à d'autres fêtes, et ce surtout aux États-Unis, comme avec les gammes de villages pour Halloween ou Pâques (la gamme « Spooky Town » de la marque Lemax, par exemple).
En France, il est possible de trouver les accessoires et maisons pour villages de Noël seulement durant la période des fêtes, au sein des jardineries et magasins saisonniers (Botanic, Truffaut, Jardiland, Villaverde…), des magasins de décoration (Gifi…) et parfois même des marchés de Noël.

## Composition des villages

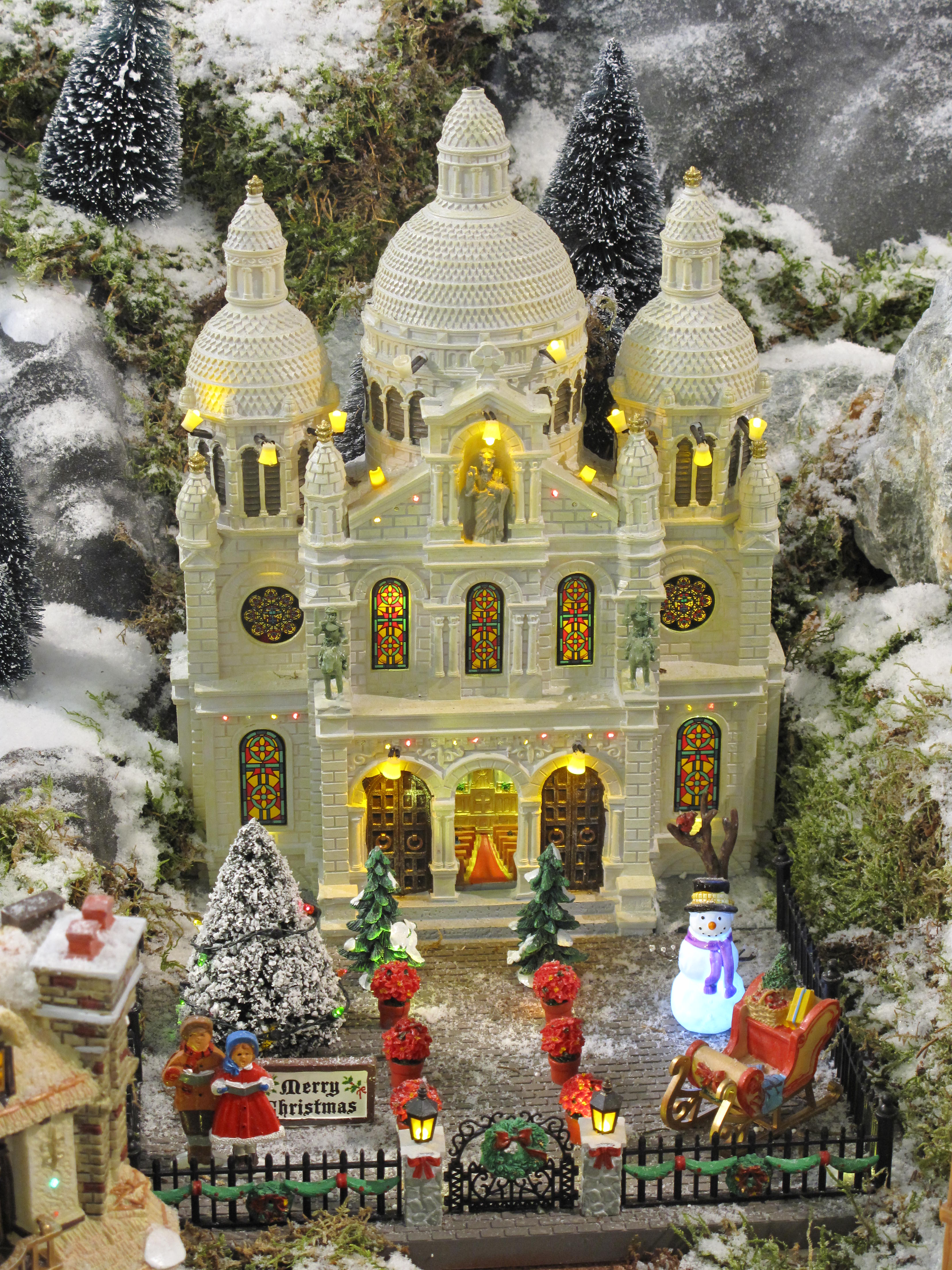
Façade « Europe Cathedral » illuminée de la marque Lemax.

Les marques de villages de Noël offrent une très large palette de miniatures et de maquettes. Tout d'abord, il y a la catégorisation dans les « villages à thèmes », dans lesquels les maisons et bâtiments sont organisés et rangés selon différentes ambiances. Ces villages à thèmes, qui proposent des architectures et atmosphères multiples (allant d'un village d'époque victorienne à un village du Père Noël) sont beaucoup employés par les fabricants : on retrouve par exemple les Dicken's Village, New England Village, Christmas in the City, Alpine Village et Original Snow Village pour Department 56, ou bien les Caddignton Village, Harvest Crossing, Plymouth Corner, Vail Village, Sugar'N'Spices et Santa's Wonderland pour Lemax.
Les villages en eux-mêmes sont généralement posés sur des tapis de neige artificielle sous le sapin ou bien sur une commode, une table, une desserte ou un meuble qui leur est exclusivement dédié. Ces villages miniatures exposent des décors et paysages, des figurines, des bâtiments simples, des bâtiments illuminés, des scènes animées et illuminées, des scènes musicales, des accessoires (ponts, véhicules, arbres, bancs, tapis, réverbères…), des façades de bâtiment, et parfois même des carrousels, des trains et des téléphériques. Des fausses montagnes, des ruisseaux, des patinoires et des bateaux sont mêmes parfois proposés, offrant un choix ample et varié.
Les pièces de ces villages constituent généralement des objets de collection.

## Galerie

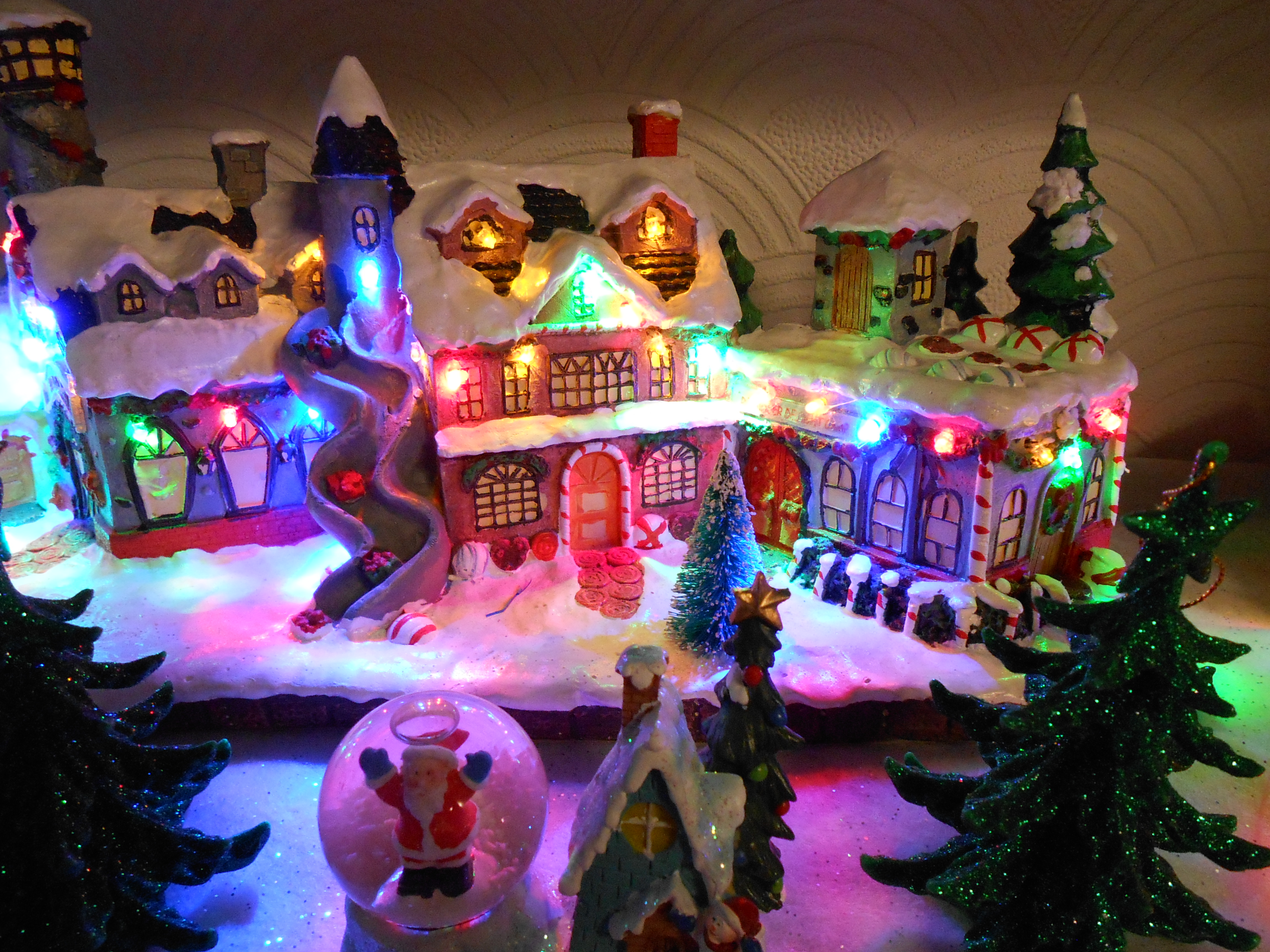
Bâtiment typique d'un village de Noël.
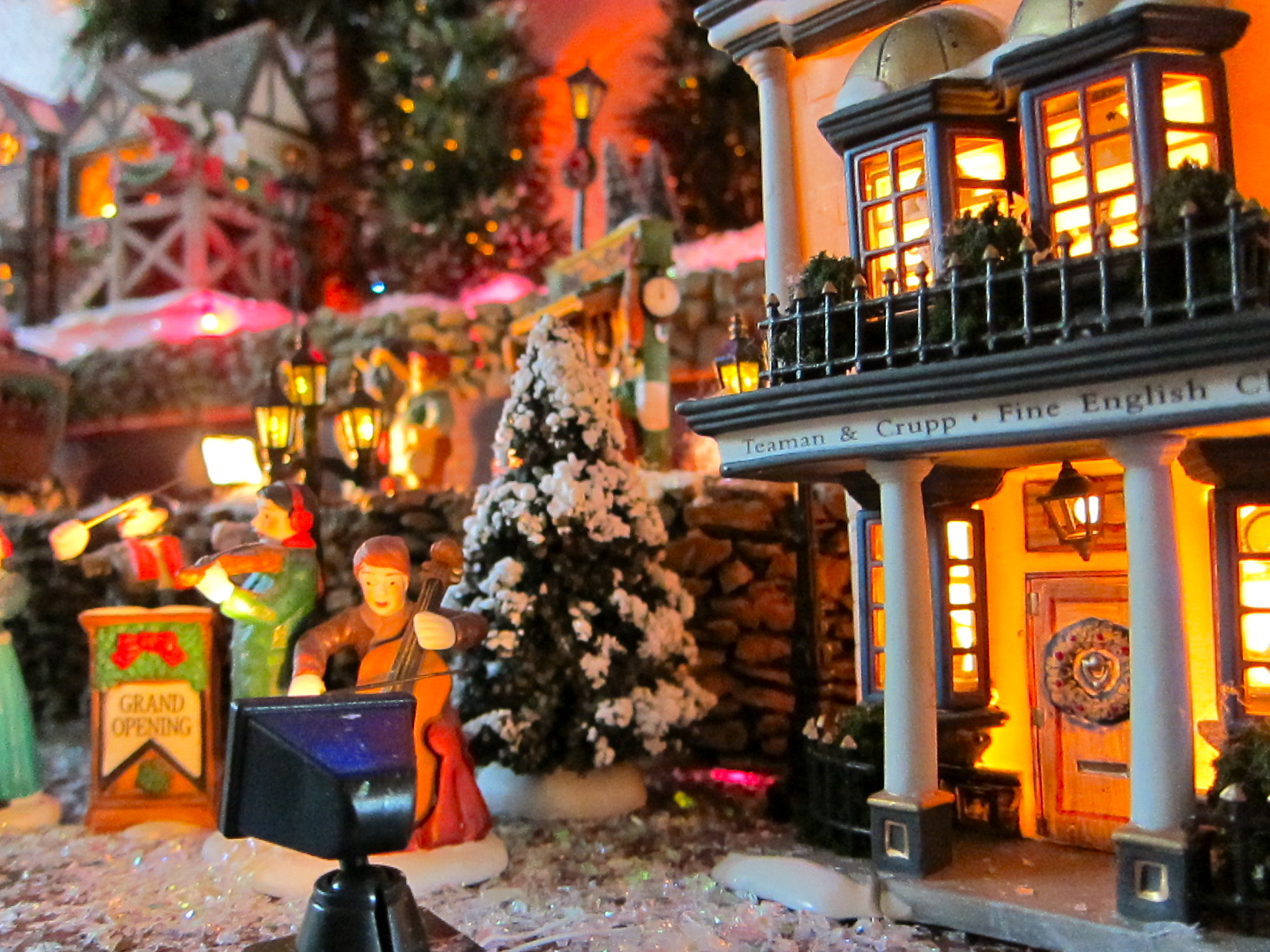
Dickens Village de la marque Department 56.
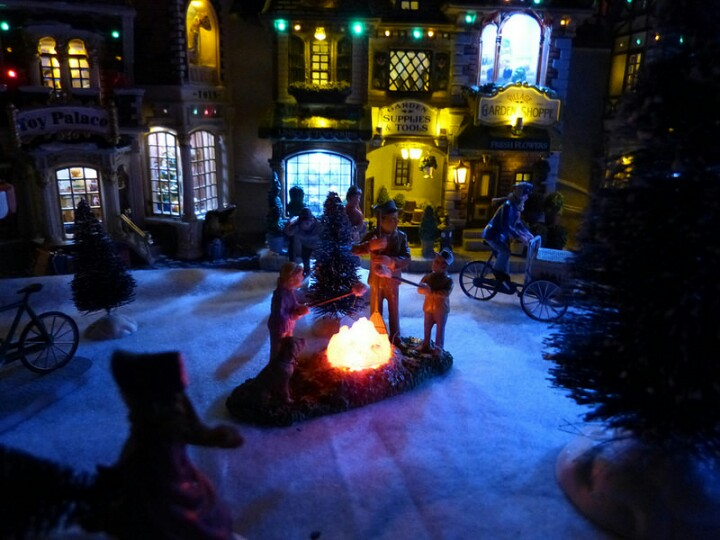
Illuminations d'un village.
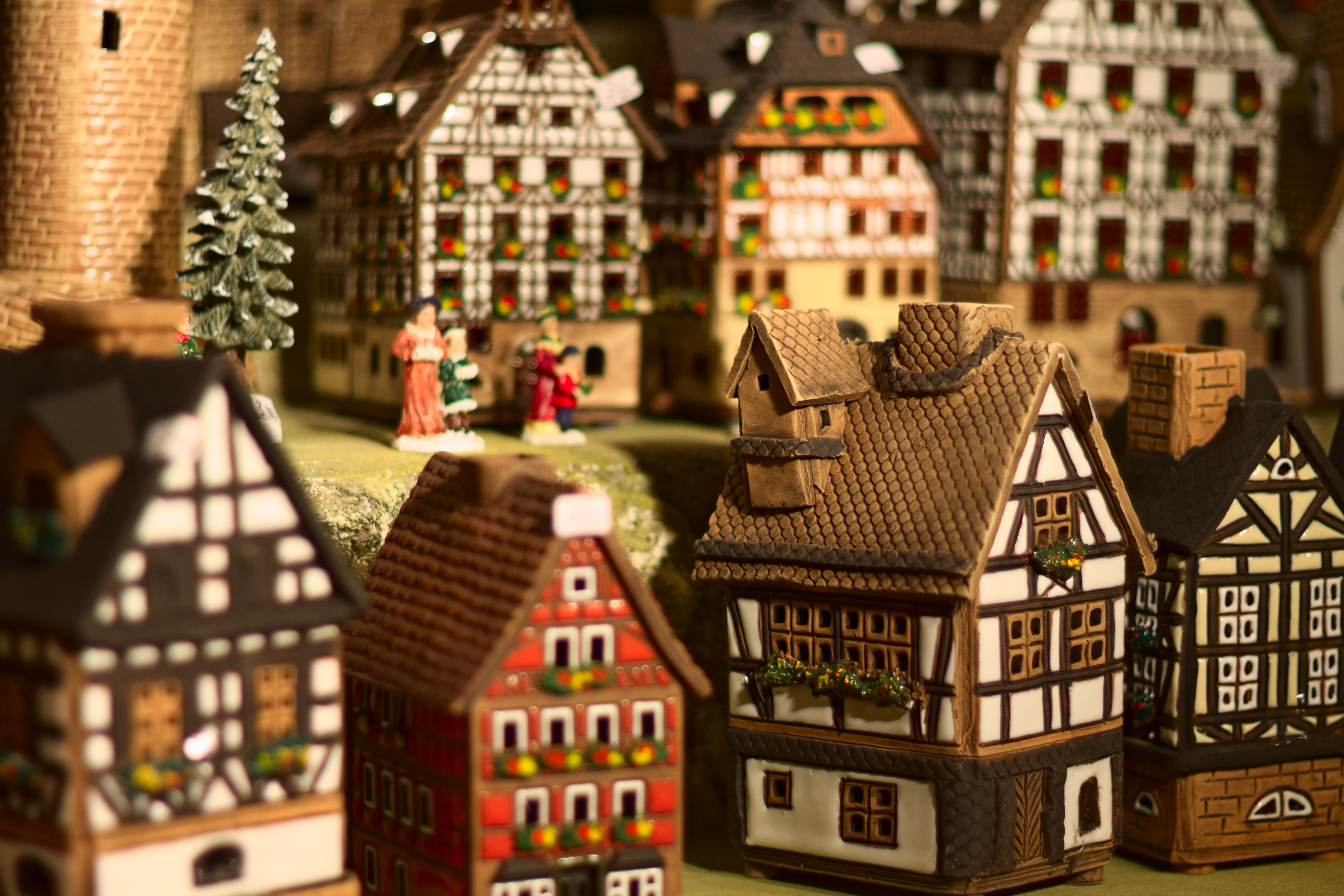
Village de Noël alsacien.
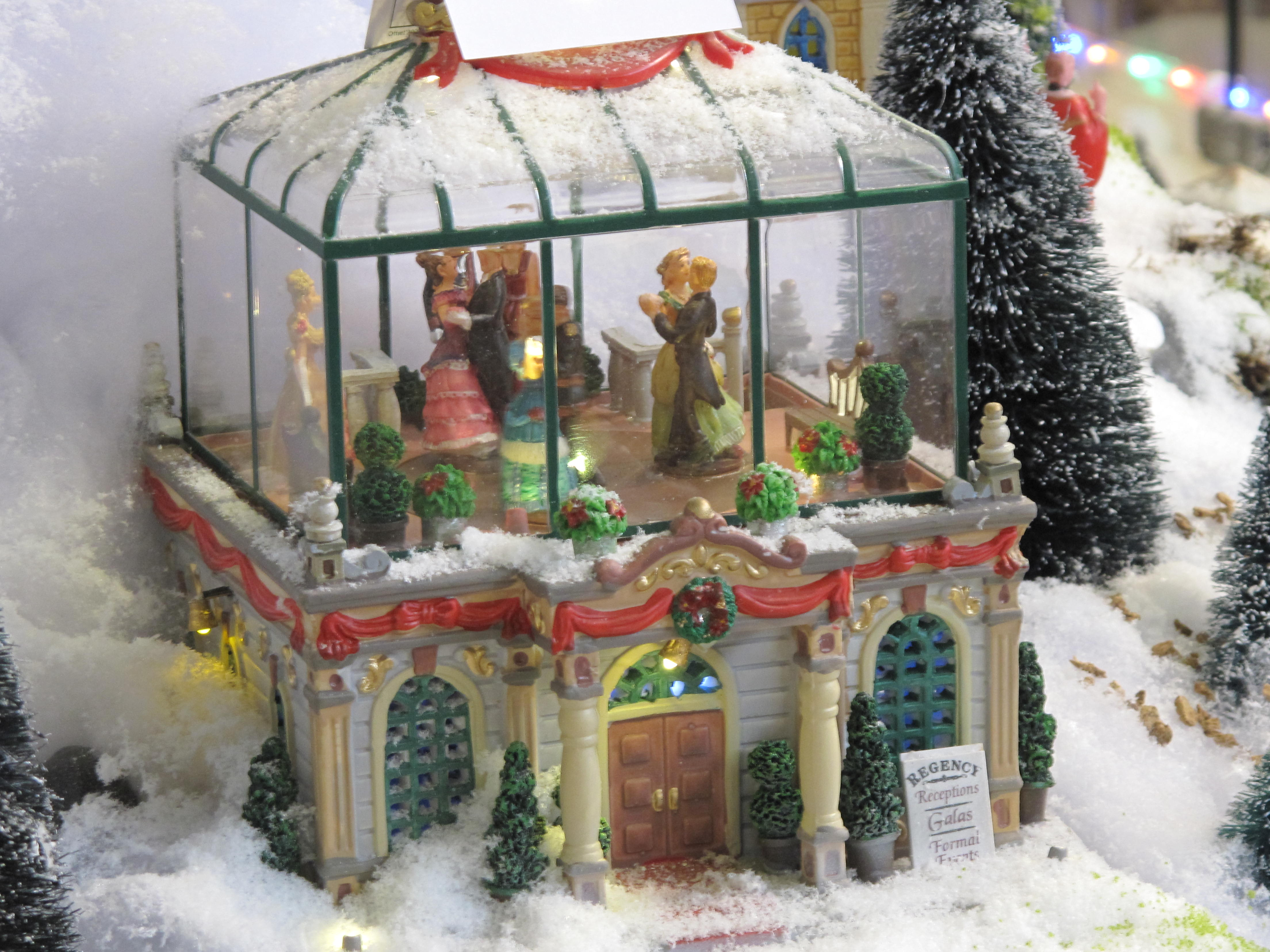
La « Regency Ballroom » de la marque Lemax.
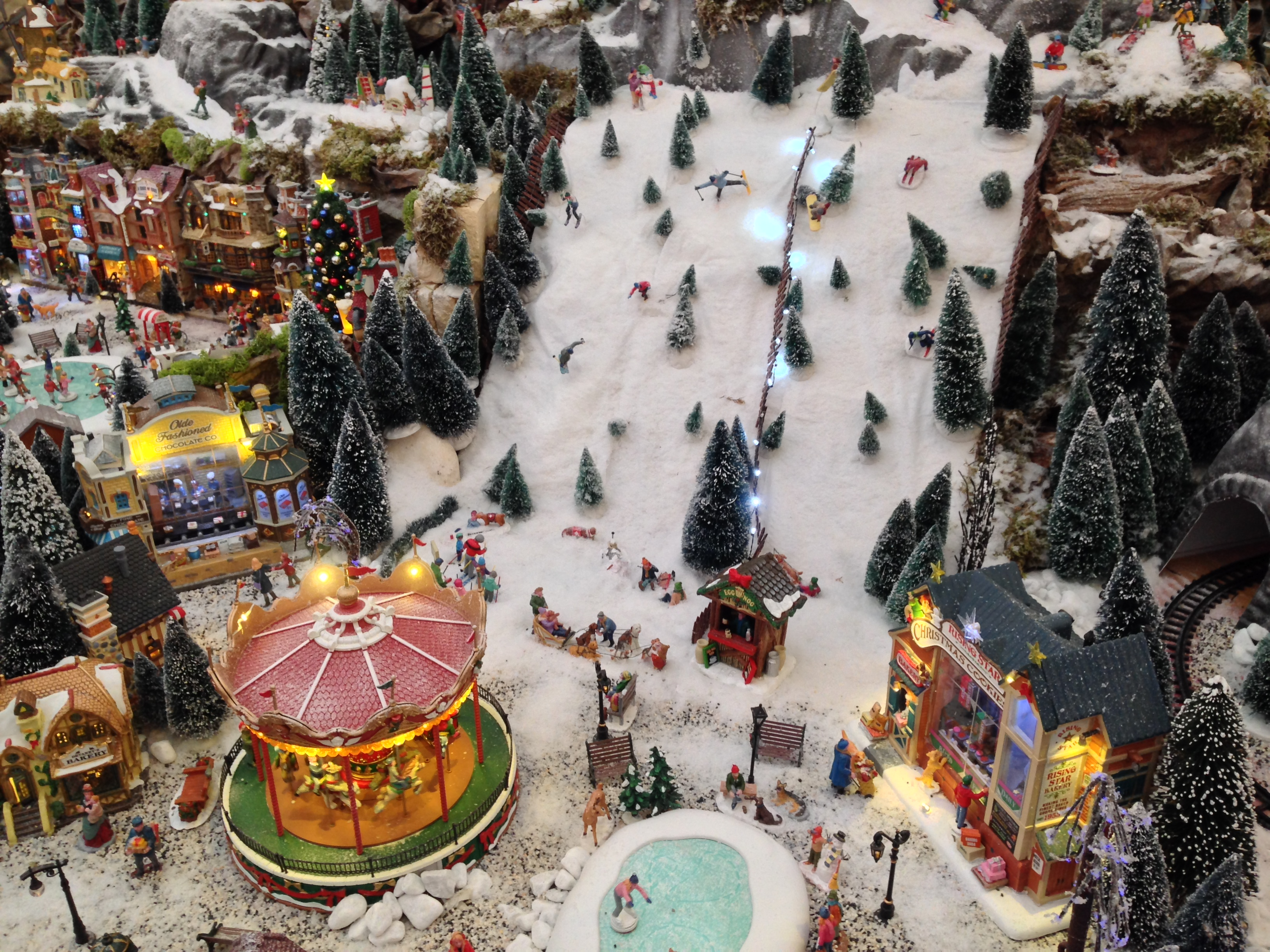
Village de Noël avec piste de ski et carrousel.
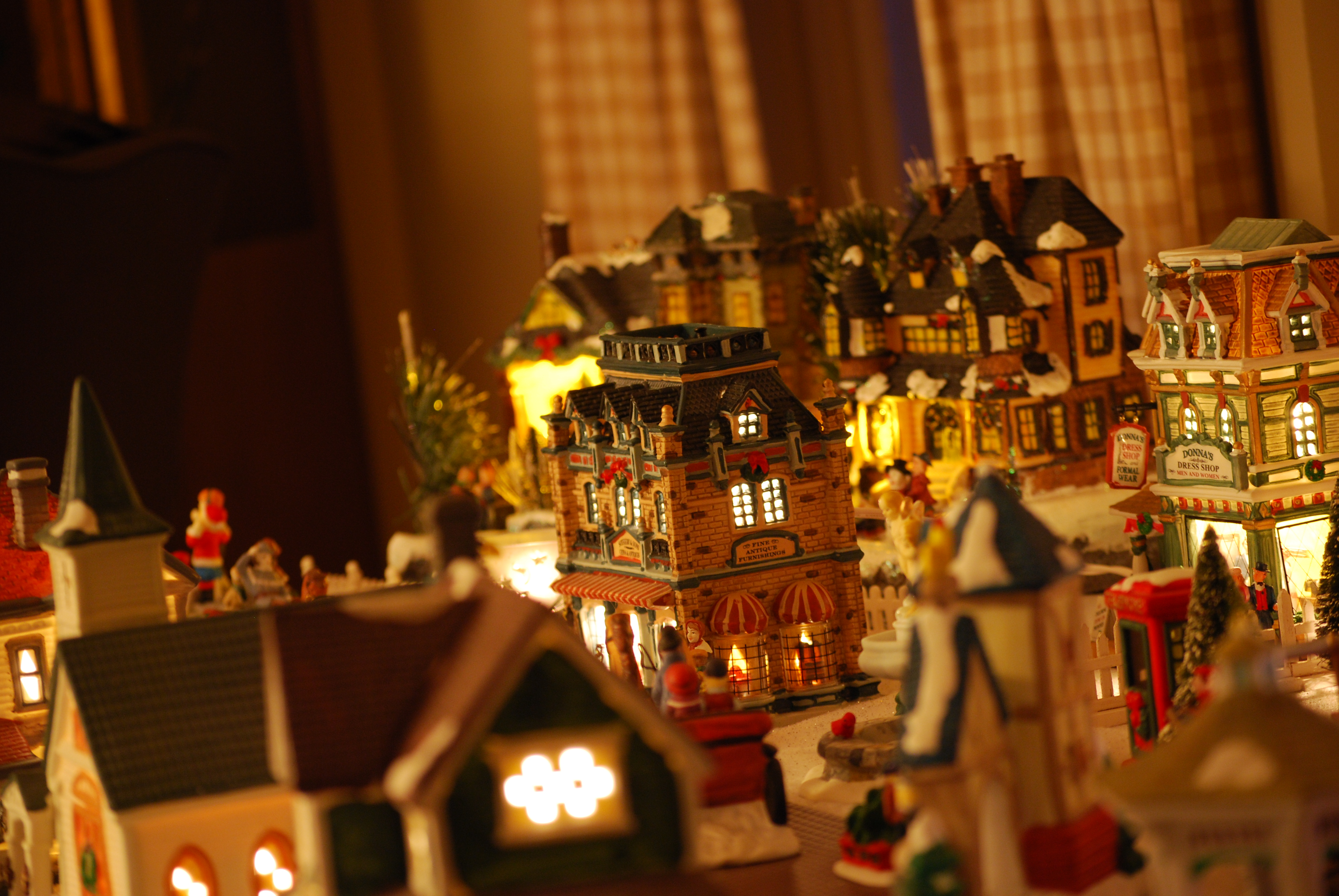
Second village de Noël type.
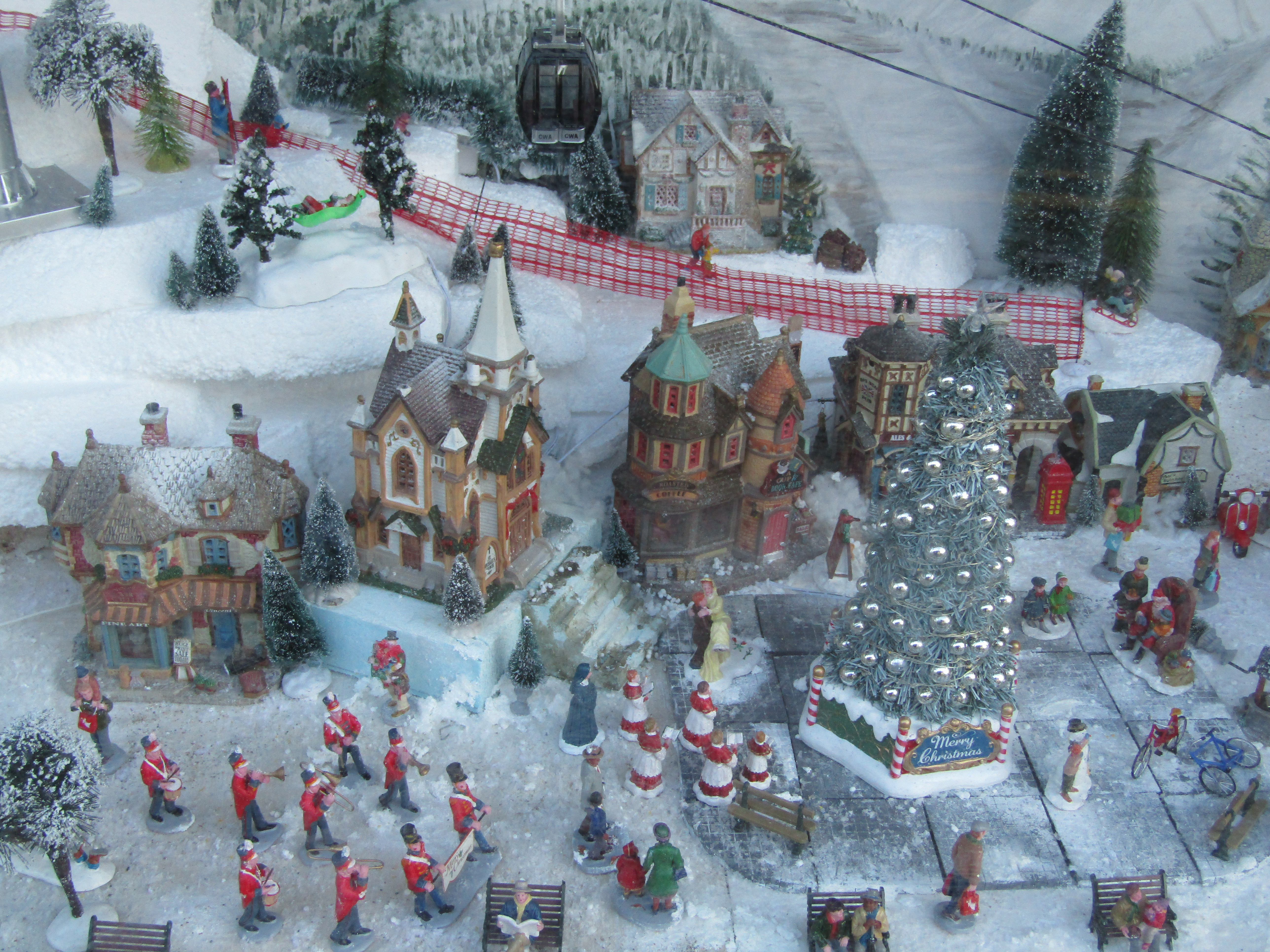
Troisième village de Noël type.